# Лоуренс Вайт
Лоуренс Генрі Вайт (англ. Lawrence Henry White; нар. 27 листопада 1954) — американський професор економіки в Університеті Джорджа Мейсона, який викладає монетарну теорію та політику.

## Кар'єра
Вайт здобув ступінь бакалавра в Гарвардському університеті (1977) і докторську ступінь в Каліфорнійському університеті в Лос-Анджелесі (1982). До своєї нинішньої посади в Університеті Джорджа Мейсона він обіймав посаду професора економічної історії Ф. А. Гаєка в Університеті Міссурі–Сент-Луїс. З 2000 по 2009 рік працював на факультеті економіки в Університеті Міссурі-Сент-Луїс, де викладав економічну історію Америки, монетарну теорію та гроші та банківську справу. Раніше він був доцентом Нью-Йоркського університету та доцентом Університету Джорджії в Афінах, штат Джорджія.
Статті Вайта про монетарну теорію та історію банківської справи з'явилися в American Economic Review, Journal of Economic Literature, Journal of Money, Credit, and Banking, а також в інших професійних журналах.
Професор Вайт є автором книг «Зіткнення економічних ідей» (2012), «Теорія монетарних інститутів» (1999), «Вільна банківська справа в Британії» (2-е видання, 1995) та «Конкуренція та валюта» (1989). Він є редактором The History of Gold and Silver (3 томи, 2000), Free Banking (3 томи, 1993) та інших томів.
У 2014 році він отримав нагороду Адама Сміта Асоціації освіти приватного підприємництва. Він був запрошеним науковим співробітником в Американському інституті економічних досліджень, запрошеним лектором у Швейцарському національному банку та запрошеним науковцем у Федеральному резервному банку Атланти. Професор Вайт є співредактором журналу Econ Journal Watch і членом колегії заступників редакторів журналу Review of Austrian Economics. Він є почесним старшим науковим співробітником Програми перспективних досліджень філософії, політики та економіки Ф. А. Гаєка Центру Меркатус при Університеті Джорджа Мейсона та старшим науковим співробітником Центру монетарних і фінансових альтернатив Інституту Като.

## Економічні погляди
Вайт перебуває під впливом  і пише про Австрійську школу економіки та вважає себе «економістом, який цінує австрійську традицію».  Він проаналізував теорію та історію вільного банківського обслуговування, системи, за якої комерційні банки та ринкові сили контролюють надання банківських послуг. Він підтримує «деполітизацію пропозиції грошей», вважає «грошові домовленості вільного ринку» здійсненними.
У своїй книзі «Free Banking in Britain: Theory, Experience, and Debate, 1800-1845». Вайт аналізує ефективні системи вільного банківського обслуговування в Шотландії протягом 128 років, поки його не було припинено британським парламентом, який мав проблеми з власною банківською системою.  Книга привнесла респектабельність в академічну економіку ідеї вільного банківського обслуговування. Однак деякі прихильники вільного банківського обслуговування, які віддають перевагу валюті, забезпеченій товарами, а не приватній частковій резервній валюті, не погоджуються з його зображенням шотландської банківської системи як дійсно вільної.  Вайт заперечив їхні аргументи.  Проте Вайт не відкидає можливості того, що на вільному ринку люди можуть віддавати перевагу товарному стандарту, такому як золотий стандарт.
Книга Вайта «Теорія монетарних інститутів» 1999 року — це теоретичний та історичний виклад як існуючих, так і альтернативних монетарних режимів, який використовується як підручник з економіки для студентів та магістрів. Професор Стів Ханке пише, що «Вайт надає унікальну глибоку перспективу в складній і суперечливій сфері, а його аргументи та аналіз неперевершені».
Вайт, який був запрошеним науковцем у Федеральному резервному банку Атланти, часто критикував Федеральну резервну систему.  Він писав, що економічна професія перебуває під великим впливом Федеральної резервної системи через мільйони доларів у вигляді грантів на дослідження, які вона надає вченим.  Вайт цитує слова, що націоналізовані банки «відволікають гроші на найбільш продуктивні цілі використання, а не на найбільш економічно продуктивні».  Погляд Вайта щодо корисності переказу цифрових грошей через мобільний телефон  і його критика обмеженого банківського обслуговування згадувалися в основних публікаціях.
У 2011 році Вайт отримав почесний докторський ступінь в Університеті Франциско Маррокіна завдяки своїм дослідженням монетарної політики та монетарної історії.